# Gjelsvikfjella
Die Gjelsvikfjella ist eine Gebirgsgruppe im Königin-Maud-Land, deren eisfreie Gipfel und Nunataks sich über eine Fläche von 48 Kilometern in Nord-Süd-Richtung und etwa 40 Kilometern in Ost-West-Richtung erstrecken. Die Entfernung zur Schelfeiskante beträgt etwa 200 Kilometer. Benannt wurde die Gebirgsgruppe nach dem norwegischen Geologen und Widerstandskämpfer Tore Gjelsvik, dem langjährigen Leiter des Norsk Polarinstitutt.

## Geographie
Die Gebirgsgruppe besteht aus vier Teilgebirgen, die durch jeweils mehrere Kilometer breite Gletscher voneinander getrennt werden.
Im Norden liegt die Mayrkette (norwegisch Jutulsessen). Den Südwesten bilden Nupskammen und Von Essenskarvet, die auf der Karte etwa die Form eines auf dem Kopf stehenden „T“s haben. Im Süden liegt der Sauterriegel (norwegisch Terningskarvet) und im Osten schließlich der Risemedet.
Der höchste Gipfel der Gjelsvikfjella ist die höchste Erhebung des Risemedet-Massivs mit 2704 m. Im Norden löst sich der Gebirgszug in eine Reihe einzelner Nunataks mit Höhen zwischen 1100 und 1400 m auf, im Süden ragen ebenfalls einzelne Gipfel, die durch Inlandeis voneinander getrennt werden, aus dem vergletscherten Polarplateau heraus. Nach Westen und Osten wird das Gebirge durch breite Gletscher begrenzt. Der Sveabreen im Westen trennt die Gjelsvikfjella von der H. U. Sverdrupfjella, im Osten bildet der Tønnesenbreen die Grenze zum Mühlig-Hofmann-Gebirge. Beide Gletscher vereinigen sich auf dem nördlichen Vorland des Gebirges und fließen auf das Fimbulisen hinaus.

## Geologie

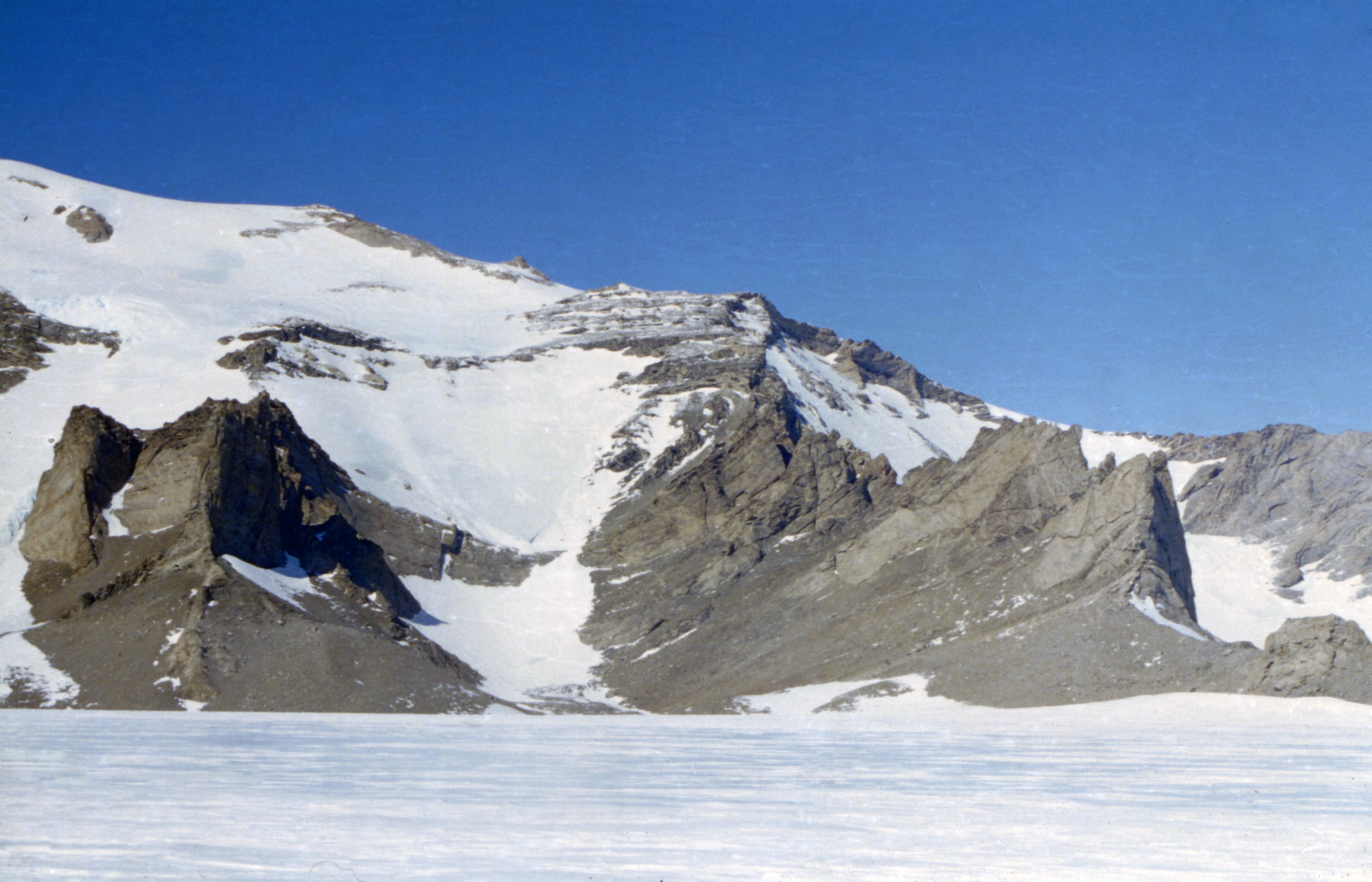
Große liegende Falte in Gneisen, Risemedet

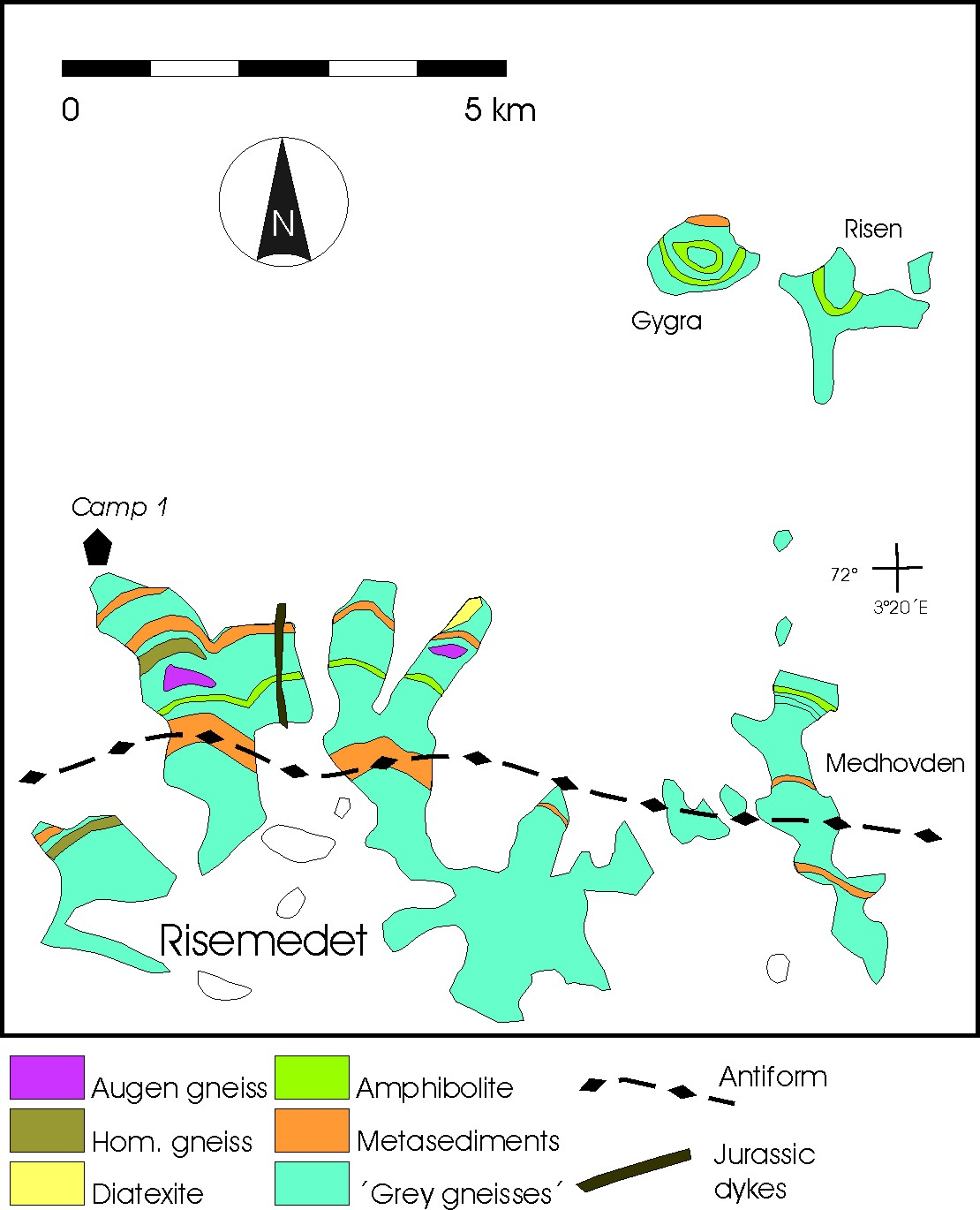
Geologische Karte von Risemedet, erstellt von der deutschen Expedition 1999/2000

Das Gebirge besteht aus hochgradig metamorphen, mehrfach gefalteten Gneisen und Amphiboliten, deren Ausgangsgesteine Vulkanite sowie Graniten eines Inselbogens mit mesoproterozoischem Alter sind. An der Wende vom Mesoproterozoikum zum Neoproterozoikum wurden diese Gesteine bei der Kollision des Inselbogens mit dem Kaapvaal-Kraton erstmals deformiert und metamorph überprägt, wobei die Temperatur den Schmelzpunkt für Granite überschritt und es lokal zur Bildung von Migmatiten kam. Aus der tieferen Erdkruste und dem oberen Mantel drangen Schmelzen mit granitischer und tonalitischer Zusammensetzung ein, die in Form dünner Gänge erstarrten.

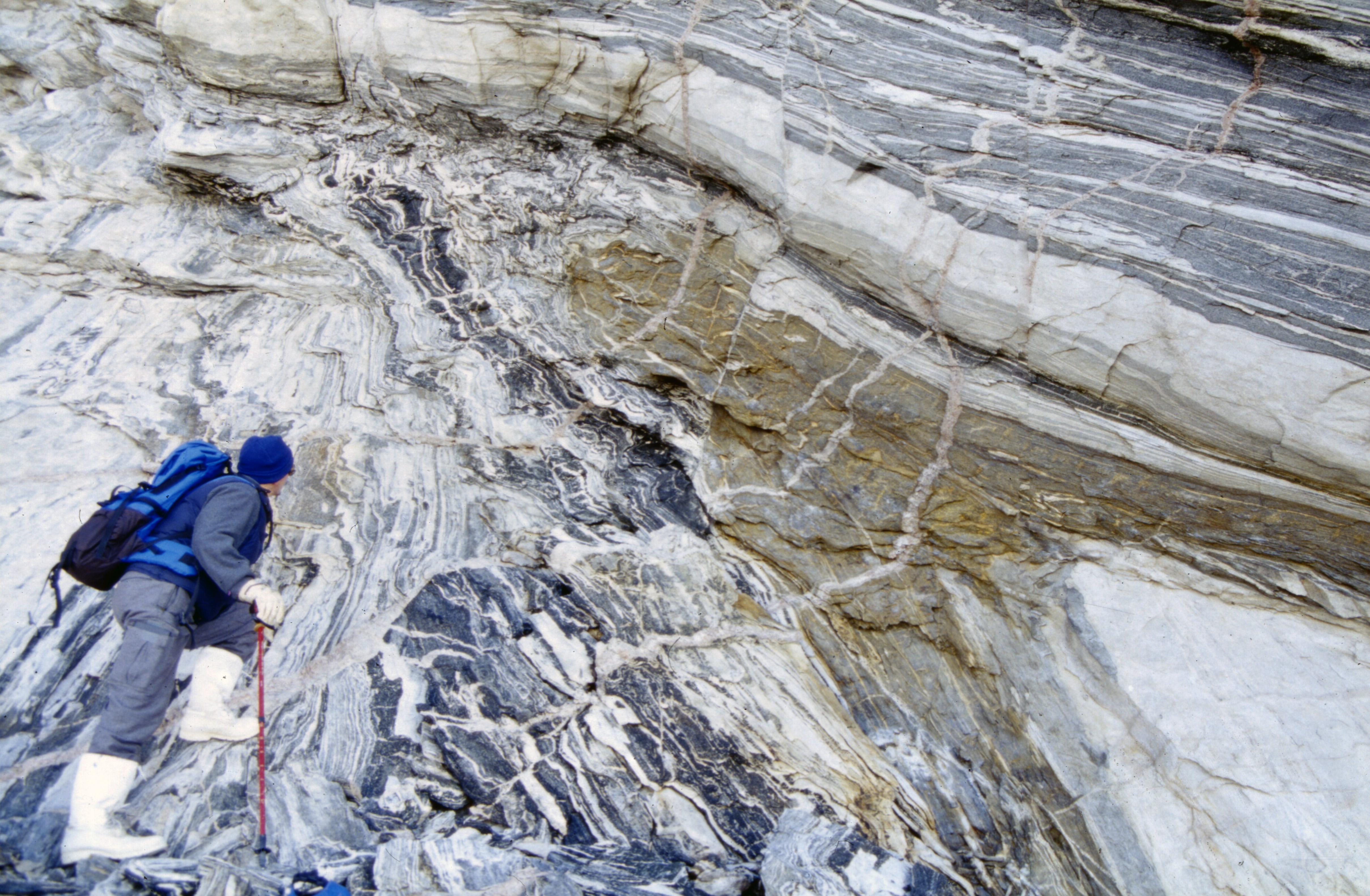
Gefaltete migmatitische Gneise bei Armlenet, Mayrkette

Eine weitere Deformation durchliefen die Gesteine bei der Kollision von West- und Ost-Gondwana vor rund 540 mya, wobei der heutige Faltenbau entstand. Seit dem Ordovizium unterliegt das Gebirge der Abtragung. An einigen Stellen findet man oberjurassische Basaltgänge, die belegen, dass beim Auseinanderbrechen Gondwanas in dieser Region große Mengen von Lava gefördert wurden.

## Klima
Da bis zum Jahre 2005 keine durchgängig besetzte Station in der Gjelsvikfjella existierte, gibt es keine klimatischen Langzeitbeobachtungen. Soweit aus bisherigen Beobachtungen bekannt, liegen die Temperaturen ganzjährig unter dem Gefrierpunkt. Die höchsten Temperaturen werden im Januar mit −2 °C erreicht. Mitte Januar kann an geschützten Standorten die Bodentemperatur zwischen −4,5 °C und +19 °C betragen und bei einer Durchschnittstemperatur von +2,5 °C niederen Pflanzen das Wachstum erlauben.

## Fauna und Flora
Die Fauna der Gjelsvikfjella umfasst eine Art von Springschwänzen und drei Arten von Milben, sowie drei Vogelarten, die ihre sommerlichen Brutplätze im Gebirge haben. Die meisten Tiere wurden in der Mayrkette registriert, dort existieren drei nach Norden offene Täler mit ausgedehnter, stabiler Schutt- und Moränenbedeckung, in denen die Vögel geeignete Brutplätze finden. In der Umgebung dieser Brutplätze finden auch Kleinlebewesen, die sich von Vogelexkrementen und Nahrungsresten ernähren, einen geeigneten Lebensraum. Die beiden häufigsten Vogelarten sind der Schneesturmvogel (Pagodroma nivea) und der Antarktissturmvogel (Thalassoica antarctica) mit zusammen etwa 25.000 Paaren, sowie die räuberische Südpolarskua (Catharacta maccormicki).
Milben werden durch die Arten Eupodes angardi und Tydeus erebus vertreten, die in vielen Gebirgsregionen Dronning Maud Lands verbreitet sind. Die erst 1997 neu beschriebene Art der Milbe Maudheimia marshalli COETZEE konnte bisher nur in der Gjelsvikfjella und den unmittelbar westlichen und östlichen Nachbargebirgen nachgewiesen werden.
Springschwänze werden durch die Art Cryptopygus sverdrupi vertreten, die im zentralen Dronning Maud Land vor allem in kleinen Moos- oder Algenkolonien auftritt.

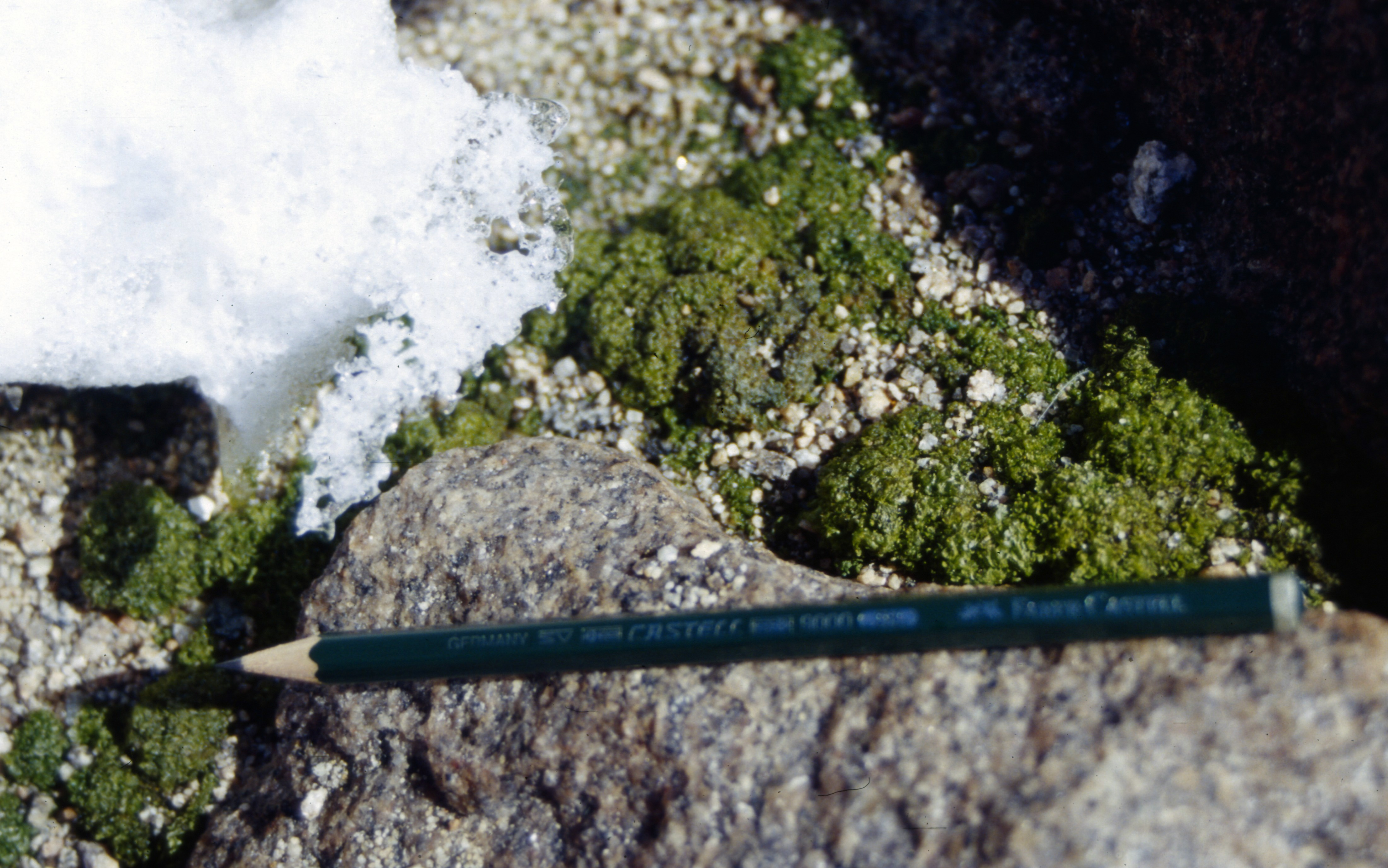
Kleine Polster von Prasiola crispa

Die Vegetation in der Gjelsvikfjella ist auf meist nordexponierte, stabile Geröllhänge und Felsoberflächen beschränkt, die Vorkommen liegen oft in der Nähe von Brutplätzen. Dort tritt die Grünalge Prasiola crispa in kleinen Matten von einigen Dezimetern Durchmesser auf. Weitere Gattungen in weniger nitratreicher Umgebung sind Nostoc, Ulothrix und Leproloma.
An zwei besonders geschützten Stellen auf den der Mayrkette nördlich vorgelagerten Nunataks kommen die Moose Grimmia lawiana und Sacroneurum glaciale vor.

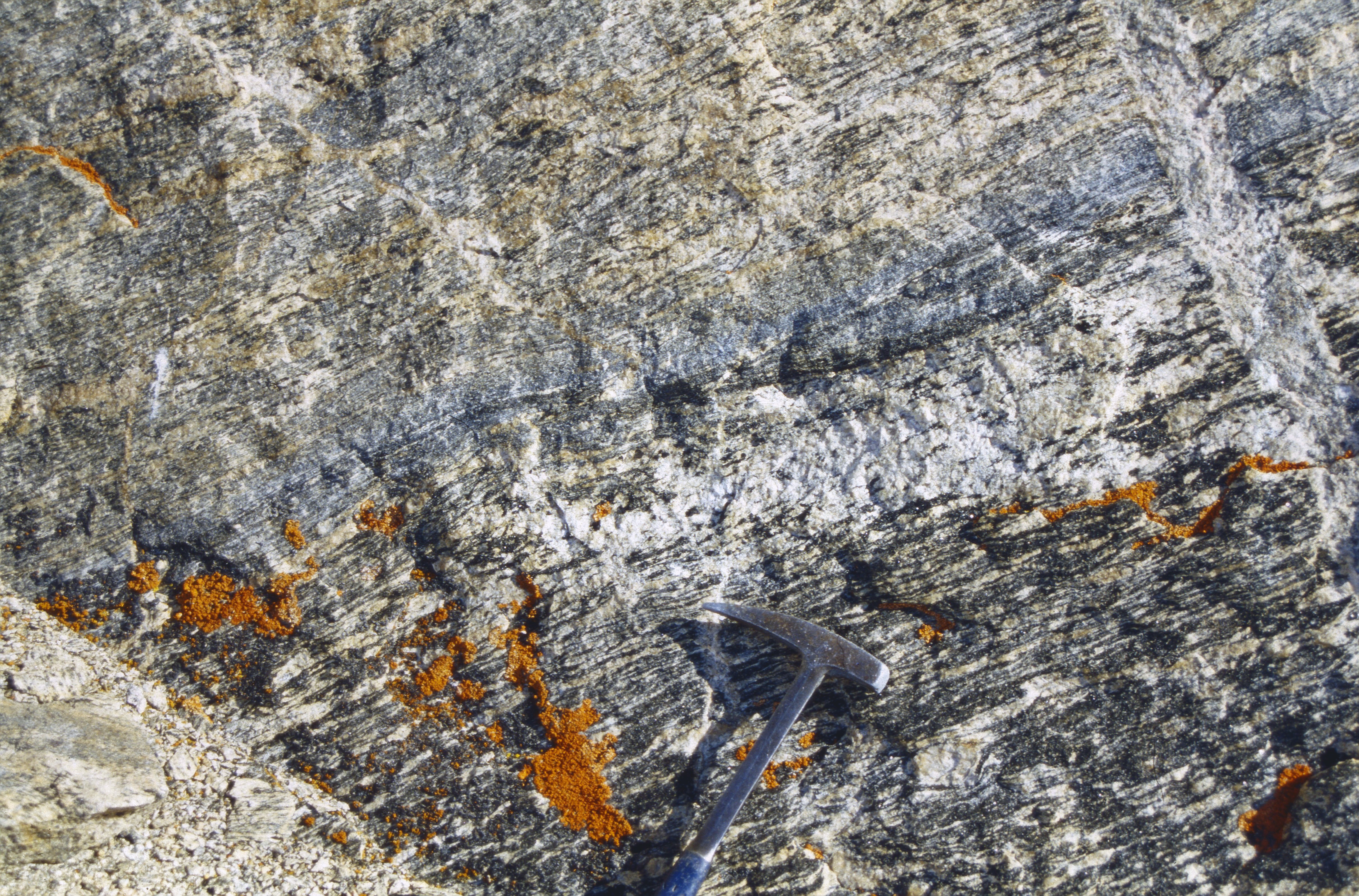
Xanthoria elegans auf Gneisen in Risemedet

Häufige Krustenflechten wie Rhizocarpon geographicum, Xanthoria elegans und Candelariella hattensis besiedeln die etwas stärker verwitterten Partien der Silikatgesteine und wurden bis auf eine Höhe von 2550 Metern nachgewiesen. Daneben sind noch etwa ein Dutzend weiterer Flechtenarten bekannt, von denen Xanthoria candelaria und Physcia caesia auf die Umgebung von Brutplätzen beschränkt sind.

## Entdeckung und Erforschung
Am 29. Januar 1939 wurde die Gebirgsgruppe bei Flügen der Deutschen Antarktischen Expedition 1938/39 entdeckt und mit Luftaufnahmen dokumentiert.
Da die meisten Luftbilder im Zweiten Weltkrieg verloren gingen, wurde das Gebirge während der norwegischen Antarktisexpedition 1956–1960 erneut photogrammetrisch aufgenommen und zur genaueren Orientierung auch Passpunkte am Boden eingemessen. Auf den ab 1966 vom Norsk Polarinstitutt publizierten topographischen Karten im Maßstab 1:250.000 wurde das Gebiet zwischen 2° und 3° 30′ Ost als eigenständige Gebirgsgruppe mit dem Namen Gjelsvikfjella ausgewiesen. Auf der deutschen Übersichtskarte, die Alfred Ritschers Expeditionsband beigelegt war, bildete dieses Gebiet den westlichsten Teil des Mühlig-Hofmann-Gebirges. Auch die russischen Karten der 1960er Jahre zeigen das Gebiet als Teil des Mühlig-Hofmann-Gebirges, allerdings hat sich seitdem die norwegische Gebirgsgliederung und Namensgebung durchgesetzt.
Die ersten geologischen Forschungsarbeiten fanden im Rahmen der 4. Sowjetischen Antarktisexpedition 1958–1960 statt. Die systematische Kartierung und Erforschung wurde ab 1989–1990 von norwegischen Expeditionen fortgesetzt, die hierzu die 1989 eröffnete Station Troll nutzten. Im Südsommer 1999/2000 besuchte eine deutsche Expedition das Gebiet und führte geologische Arbeiten durch.